# M.U. - The Best of Jethro Tull
M.U. - The Best of Jethro Tull, vydané v roce 1976, je prvním řádným výběrovým albem hitů skupiny Jethro Tull. Zachycuje roky 1969-75. Na rozdíl od předchozí kompilace Living in the Past, kterou tvoří převážně „nealbový“ materiál, obsahuje pouze jednu dříve nevydanou písničku, "Rainbow Blues".
"M.U." v názvu alba znamená "Musician's Union".
Album dosáhlo pozice č. 44 ve Velké Británii a pozice č. 13 v USA, ocenění zlaté album dostalo ve Velké Británii, Austrálii a Novém Zélandu, platinové v USA a Kanadě.

## Seznam stop
1. Teacher – 4:07
2. Aqualung – 6:34
3. Thick as a Brick – 3:01
4. Bungle in the Jungle – 3:34
5. Locomotive Breath – 4:23
6. Fat Man – 2:50
7. Living in the Past – 3:18
8. A Passion Play – 3:28
9. Skating Away (On the Thin Ice of a New Day) – 4:02
10. Rainbow Blues – 3:37
11. Nothing Is Easy – 4:23